# Teodozjusz (Samojłowicz)
Teodozjusz, imię świeckie Pawieł Iwanowicz Samojłowicz (ur. 7 czerwca?/19 czerwca 1884 w Mokranach, zm. 1 marca 1968 w São Paulo) – biskup Rosyjskiego Kościoła Prawosławnego poza granicami Rosji.

## Życiorys
Był synem kapłana prawosławnego. W 1905 ukończył seminarium duchowne w Wilnie i przez kolejne dwa lata służył jako psalmista w wiejskiej parafii. Święcenia kapłańskie przyjął jako mężczyzna żonaty w 1907; jego małżonka zmarła rok później. W 1910 podjął studia w Petersburskiej Akademii Duchownej. Podczas nauki, w 1912, złożył wieczyste śluby mnisze, przyjmując imię zakonne Teodozjusz (według innej wersji nastąpiło to dopiero w 1915). Akademię Duchowną ukończył w 1914 i w tym samym roku został asystentem nadzorcy szkoły duchownej w Tomsku. Po roku został przeniesiony na analogiczne stanowisku w szkole duchownej w Obojani. W 1915 został wyświęcony na hieromnicha. Od 1918, gdy szkoła duchowna została zamknięta przez władze radzieckie, przez rok żył w monasterze Ikony Matki Bożej „Znak” w Obojani.
W 1919 został kapelanem w wojskach Białych. Rok później razem z wycofującymi się siłami Białych wyjechał z Rosji do Konstantynopola, gdzie został kapelanem szpitalnym przy ambasadzie rosyjskiej. W 1921 razem z metropolitą Antonim (Chrapowickim) wyjechał do Królestwa Serbów, Chorwatów i Słoweńców. Został przyjęty w jurysdykcję Serbskiego Kościoła Prawosławnego i służył kolejno w eparchiach timockiej, szabackiej, bitolskiej i pakrackiej.
W 1930 przystąpił do Rosyjskiego Kościoła Prawosławnego poza granicami Rosji, po czym został wyświęcony na biskupa Detroit w tej jurysdykcji. W 1934 mianowano go ordynariuszem eparchii brazylijskiej. Nadzorował wszystkie parafie Rosyjskiego Kościoła Prawosławnego poza granicami Rosji w Ameryce Południowej, poza Argentyną. Z jego inicjatywy wzniesiony został sobór św. Mikołaja w São Paulo.